# Happy四国 presents 四星球のハッピーアワー
『Happy四国 presents 四星球のハッピーアワー』（ハッピーしこくプレゼンツ スーシンチューのハッピーアワー）は、2015年10月5日から同年12月26日までエフエム香川、エフエム徳島、エフエム愛媛、エフエム高知で放送されていたエフエム香川製作の音楽番組である。全13回。放送時間は、エフエム愛媛以外の3局では毎週土曜 19:30 - 19:55、エフエム愛媛では毎週土曜 20:00 - 20:25 （日本標準時）。

## 概要
四国コカ・コーラグループが展開するハッピー四国キャンペーンのうち、「音楽のチカラで四国をHappyにするプロジェクト」として企画された番組。番組ネット局それぞれのパーソナリティたちが推薦する四国のミュージシャン8組を1組ずつゲストに招き、彼らの楽曲紹介や本人たちとのトークを行っていた。パーソナリティは、徳島県を本拠地とするコミックバンド・四星球が務めていた。
最終回翌日の2015年12月27日には、ゲストミュージシャン8組の中から選ばれた2組と四星球の計3組による音楽ライブイベント「Happy四国 presents 四星球のハピアワLIVE」を高松オリーブホールで開催した。